# Petrič
Petrič (bugarski: Петрич) grad je u jugozapadnoj Bugarskoj. 
Drugi je po veličini grad u Blagoevgradskoj oblasti (iza Blagoevgrada) i ima 35.134 stanovnika.

## Zemljopisne osobine
Grad Petrič se nalazi na krajnjem jugozapadu Bugarske, blizu državne granice s Grčkom (8 km udaljen) i Sjevernom Makedonijom (20 km). Od Sofije je udaljen oko 200 km, a od svog administrativnog sjedišta, Blagoevgrada, oko 80 km.
Grad leži u središnjem dijelu kotline rijeke Strume (Petrička kotlina). Južnije od grada uzdiže se planina Belasica. Grad se prostire na nadmorskoj visini od 180 do 260 m.
Klima u gradu je kontinentalna, s velikim utjecajem obližnjeg Egejskog mora.

## Povijest
Teritorij grada bio je naseljen još od vremena Tračana; tračka naseobina bila je 10 km. od današnjeg centra. Za vrijeme Rima na mjestu grada postoji utvrda, a naselje se zove Petra. Slaveni koji dolaze u ovaj kraj tijekom 6. i 7. stoljeća dodaju imenu Petra svoje - ić, tako grad postaje Petrič. Nakon Rima ovim prostorom vlada Bizant, srednjovjekovna Bugarska te potom Osmansko Carstvo.
Turci osvajaju Petrič 1395. godine. Za vrijeme duge turske vladavine grad je bio dio sandžaka Serez u vilajetu Rumelija, a potom dio Salenik vilajeta. Petrič je ušao u sastav Bugarske tek nakon balkanskog rata 1912. godine.

## Vanjske poveznice
- Grad Petrič  Arhivirana inačica izvorne stranice od 5. ožujka 2021. (Wayback Machine) (bug.)
- Informacije i fotografije Petriča  Arhivirana inačica izvorne stranice od 25. svibnja 2009. (Wayback Machine) (engl.)